# Gastón Gonnet
Gastón H. Gonnet (Montevidéu, 22 de setembro de 1948) é um cientista informático e empresário uruguaio. É melhor conhecido pelas suas contribuições para o Maple e a criação de uma versão electrónica do Oxford English Dictionary.

## Educação e vida profissional
Recebeu o doutoramento em ciência informática da Universidade de Waterloo em 1977. A sua tese tinha o título Interpolation and Interpolation Hash Searching. Seu orientador foi John Alan George.
Em 1980 foi co-fundador do grupo de computação simbólica na UW. O trabalho de SCG num Sistema de álgebra computacional de uso genérico que mais tarne seria o cerne do Maple.  Em 1988, Gonnet foi co-fundador com Keith Geddes da empresa Waterloo Maple Inc., para comercializar o Maple.
Em 1984 foi co-fundador do projecto New Oxford English Dictionary na UW, que tinha o objectivo de criar uma versão electrónica pesquisável do OED. Este projecto culminou mais tarde numa outra empresa comercial de sucesso, a Open Text Corporation.
Gonnet é actualmente professor na ETH Zurich em Zurique, Suíça.